# 자브항주

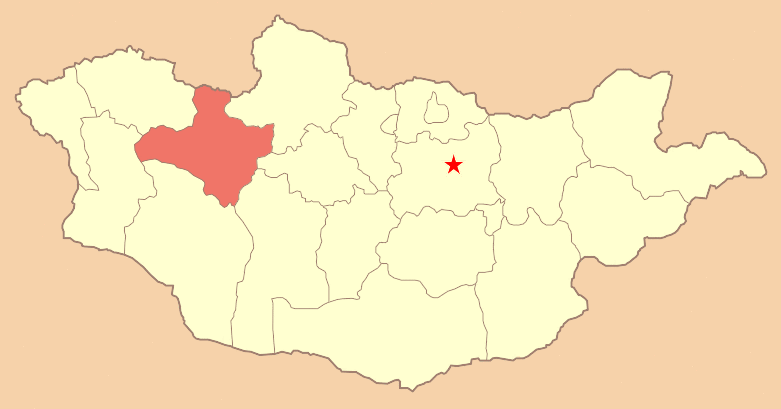
자브항 주의 위치

자브항주(몽골어: Завхан)는 몽골 서부에 위치한 주로 주도는 올리아스타이이며 면적은 82,455.66km2, 인구는 65,481명(2011년 기준)이다.